# Jan Jiří I. Saský
Jan Jiří I. Saský (německy Johann Georg) (5. března 1585, Drážďany – 8. října 1656, tamtéž) pocházel z rodu Wettinů a byl saský kurfiřt od roku 1611 do své smrti. Vzhledem k zemím Koruny české hrál významnou roli během třicetileté války. Bojoval na straně protestantů a zprvu byl jedním z kandidátů na Českou korunu, později ale roku 1620 přislíbil Habsburkům pomoc při potírání revolty v Čechách, za kterou později získal do zástavy obojí Lužici. V roce 1635, po krátké vojenské intervenci do Čech v rámci protihabsburské koalice, podepsal s Habsburky tzv. Pražský mír, kterým Lužice získal definitivně.

## Životopis
Jan Jiří I. se narodil Kristiánovi I. Saskému a Žofii Braniborské jako druhorozený syn. Kurfiřtem se stal v roce 1611, po smrti svého bratra Kristiána. Byl horlivý luterán, povahy násilné, oddán pití a výstřednímu životu, za což byl také znám pod přízviskem „veselý kurfiřt“. Přesto byla politika Saska za jeho vlády velmi promyšlená, neboť Jan Jiří I. za sebe nechával vládnout několik schopných tajných radů.
V roce 1618 se Jan Jiří I. ocitl ve složité situaci. Císař Matyáš Habsburský i jeho následník Ferdinand II. ho žádali o podporu při potlačení povstání v Českém království, které se Saskem sousedilo. Současně se na něj s žádostí o pomoc obrátily i české stavy, jež spoléhaly na kurfiřtovo luteránství. Některé osobnosti, například hrabě Jáchym Ondřej Šlik, mu dokonce nabízely českou korunu. Jan Jiří I. se od léta 1618 snažil konflikt mezi českými stavy a Habsburky urovnat diplomaticky. Vyjednával přitom s oběma stranami a předpokládal, že jeho pozici posílí, pokud ho české stavy zvolí králem. V létě 1619 se nicméně začal přiklánět na stranu Ferdinanda II.
Přesto se Jan Jiří I. cítil osobně uražený, když české stavy 26. srpna 1619 zvolily králem Fridricha Falckého. Jeho vyslanci 28. srpna 1619 hlasovali při volbě císaře Svaté říše římské národa německého pro Ferdinanda II. Následně hledal kurfiřt i jeho rádci cestu, jak z konfliktu mezi císařem a českými stavy vytěžit co nejvíce. Zásadní dohoda byla uzavřena 21. března 1620 na mühlhausenském konventu, na němž hrabě Oñate dojednal spolupráci saského kurfiřta s císařem a s bavorským vévodou Maxmiliánem. V souladu s touto dohodou napadl Jan Jiří I. na počátku září 1620 obě Lužice a Slezsko, kde se proti němu postavil slezský velitel Jan Jiří Krnovský. Po bitvě na Bílé hoře získal obě Lužice jako zástavu, která mu byla pražským mírem potvrzena dědičně. Jiné odměny se mu nedostalo, navíc restitučním ediktem z roku 1629 byly ohroženy statky, které katolické církvi zabavil.
Za švédské války chtěl zachovat neutralitu a zabránil švédskému králi Gustavu Adolfovi v přechodu přes Labe u Wittenbergu, čímž zavinil pád Magdeburku. Teprve když ligistické vojsko zpustošilo jeho zemi, uzavřel s Gustavem Adolfem spojenectví a saské vojsko pod generálem Arnimem bojovalo po boku Švédů u Breitenfeldu a následně vniklo do Čech. Po smrti švédského krále a po vítězství císařských u Nördlingenu uzavřel s císařem roku 1635 pražský mír a spojil se s ním proti Švédům a Francouzům. Za to mu švédský generál Johan Banér v letech 1635, 1636 a 1639 vydrancoval zemi a podobně ji poplenil i další generál Lennart Torstenson, který porazil Sasy u Jutrobogu a vymáhal krutě válečné kontribuce až do uzavření příměří v roce 1645. Vestfálským mírem bylo kurfiřtovi Janu Jiřímu potvrzeno dědičné držení obou lužických markrabství, která získal Pražským mírem.
Jeho obsáhlé zpravodajské službě, především potom agentu Fridrichu Lebzelterovi nebo neznámému „písaři A.“, dnes vděčíme za velmi podrobný popis vlády Fridricha v zemích Koruny české.

## Rodina
Jan Jiří byl dvakrát ženat. V roce 1604 se oženil se Sibylou Alžbětou Württemberskou a v roce 1607 s Magdalenou Sibyllou Pruskou. Děti měl pouze s druhou ženou.
- mrtvě narozený syn (*/† 18. července 1608)
- Žofie Eleonora (23. listopadu 1609 – 2. června 1671), ⚭ 1627 Jiří II. Hesensko-Darmstadtský (17. března 1605 – 11. června 1661), hesensko-darmstadtský lankrabě
- Marie Alžběta (22. listopadu 1610 – 24. října 1684), ⚭ 1630 Fridrich III. Holštýnsko-Gottorpský (22. prosince 1597 – 10. srpna 1659), holštýnsko-gottorpský vévoda
- Kristián Albert (4. března 1612 – 9. srpna 1612)
- Jan Jiří II. (31. května 1613 – 22. srpna 1680), saský kurfiřt, ⚭ 1638 Magdaléna Sibyla Braniborsko-Bayreuthská (27. října 1612 – 20. března 1687)
- August (13. srpna 1614 – 4. června 1680), sasko-weissenfelský vévoda, administrátor magdeburského arcibiskuptví,
⚭ 1647 Anna Marie Meklenbursko-Schwerinská (1. července 1627 – 11. prosince 1669)
⚭ 1672 Johana Walpurgis Leiningensko-Westerburská (3. června 1647 – 4. listopadu 1687)
- Kristián I. (27. října 1615 – 18. října 1691), vévoda sasko-merseburský, ⚭ 1650 Kristína Šlesvicko-Holštýnsko-Sonderbursko-Glücksburská (22. září 1634 – 20. května 1701)
- Magdalena Sibylla (23. prosince 1617 – 6. ledna 1668),
⚭ 1634 Kristián Dánský (10. dubna 1603 – 2. června 1647)
⚭ 1652 Fridrich Vilém II. Sasko-Altenburský (12. února 1603 – 22. dubna 1669)
- Mořic (28. března 1619 – 4. prosince 1681), sasko-zeitzský vévoda,
⚭ 1650 Žofie Hedvika Šlesvicko-Holštýnsko-Sonderbursko-Glücksburská (7. října 1630 – 27. září 1652)
⚭ 1656 Dorotea Marie Sasko-Výmarská (14. října 1641 – 11. června 1675)
⚭ 1676 Žofie Alžběta Šlesvicko-Holštýnsko-Sonderbursko-Wiesenburská (4. května 1653 – 19. srpna 1684)
- Heinrich (27. června 1622 – 15. srpna 1622)

## Vývod z předků
|                   |                               |  |                              |                                     |  |  |  |  |  |  |  | Albrecht III. Saský |
|                   |                               |  |                              |                                     |  |  |  |  |  |  |  |                     |
|                   | Jindřich IV. Saský            |  |                              |                                     |  |  |  |  |  |  |  |                     |
|                   |                               |  |                              |                                     |  |  |  |  |  |  |  |                     |
|                   |                               |  |                              | Zdenka Česká                        |  |  |  |  |  |  |  |                     |
|                   |                               |  |                              |                                     |  |  |  |  |  |  |  |                     |
|                   | August Saský                  |  |                              |                                     |  |  |  |  |  |  |  |                     |
|                   |                               |  |                              |                                     |  |  |  |  |  |  |  |                     |
|                   |                               |  |                              | Magnus II. Meklenburský             |  |  |  |  |  |  |  |                     |
|                   |                               |  |                              |                                     |  |  |  |  |  |  |  |                     |
|                   | Kateřina Meklenburská         |  |                              |                                     |  |  |  |  |  |  |  |                     |
|                   |                               |  |                              |                                     |  |  |  |  |  |  |  |                     |
|                   |                               |  |                              | Žofie Pomořanská                    |  |  |  |  |  |  |  |                     |
|                   |                               |  |                              |                                     |  |  |  |  |  |  |  |                     |
|                   | Kristián I. Saský             |  |                              |                                     |  |  |  |  |  |  |  |                     |
|                   |                               |  |                              |                                     |  |  |  |  |  |  |  |                     |
|                   |                               |  |                              | Frederik I. Dánský                  |  |  |  |  |  |  |  |                     |
|                   |                               |  |                              |                                     |  |  |  |  |  |  |  |                     |
|                   | Kristián III. Dánský          |  |                              |                                     |  |  |  |  |  |  |  |                     |
|                   |                               |  |                              |                                     |  |  |  |  |  |  |  |                     |
|                   |                               |  |                              | Anna Braniborská                    |  |  |  |  |  |  |  |                     |
|                   |                               |  |                              |                                     |  |  |  |  |  |  |  |                     |
|                   | Anna Dánská                   |  |                              |                                     |  |  |  |  |  |  |  |                     |
|                   |                               |  |                              |                                     |  |  |  |  |  |  |  |                     |
|                   |                               |  |                              | Magnus I. Sasko-Lauenburský         |  |  |  |  |  |  |  |                     |
|                   |                               |  |                              |                                     |  |  |  |  |  |  |  |                     |
|                   | Dorotea Sasko-Lauenburská     |  |                              |                                     |  |  |  |  |  |  |  |                     |
|                   |                               |  |                              |                                     |  |  |  |  |  |  |  |                     |
|                   |                               |  |                              | Kateřina Brunšvicko-Wolfenbüttelská |  |  |  |  |  |  |  |                     |
|                   |                               |  |                              |                                     |  |  |  |  |  |  |  |                     |
| Jan Jiří I. Saský |                               |  |                              |                                     |  |  |  |  |  |  |  |                     |
|                   |                               |  |                              |                                     |  |  |  |  |  |  |  |                     |
|                   |                               |  | Jáchym I. Nestor Braniborský |                                     |  |  |  |  |  |  |  |                     |
|                   |                               |  |                              |                                     |  |  |  |  |  |  |  |                     |
|                   | Jáchym II. Hektor Braniborský |  |                              |                                     |  |  |  |  |  |  |  |                     |
|                   |                               |  |                              |                                     |  |  |  |  |  |  |  |                     |
|                   |                               |  |                              | Alžběta Dánská                      |  |  |  |  |  |  |  |                     |
|                   |                               |  |                              |                                     |  |  |  |  |  |  |  |                     |
|                   | Jan Jiří Braniborský          |  |                              |                                     |  |  |  |  |  |  |  |                     |
|                   |                               |  |                              |                                     |  |  |  |  |  |  |  |                     |
|                   |                               |  |                              | Jiří Saský                          |  |  |  |  |  |  |  |                     |
|                   |                               |  |                              |                                     |  |  |  |  |  |  |  |                     |
|                   | Magdaléna Saská               |  |                              |                                     |  |  |  |  |  |  |  |                     |
|                   |                               |  |                              |                                     |  |  |  |  |  |  |  |                     |
|                   |                               |  |                              | Barbora Jagellonská                 |  |  |  |  |  |  |  |                     |
|                   |                               |  |                              |                                     |  |  |  |  |  |  |  |                     |
|                   | Žofie Braniborská             |  |                              |                                     |  |  |  |  |  |  |  |                     |
|                   |                               |  |                              |                                     |  |  |  |  |  |  |  |                     |
|                   |                               |  |                              | Fridrich I. Braniborsko-Ansbašský   |  |  |  |  |  |  |  |                     |
|                   |                               |  |                              |                                     |  |  |  |  |  |  |  |                     |
|                   | Jiří Braniborsko-Ansbašský    |  |                              |                                     |  |  |  |  |  |  |  |                     |
|                   |                               |  |                              |                                     |  |  |  |  |  |  |  |                     |
|                   |                               |  |                              | Žofie Jagellonská                   |  |  |  |  |  |  |  |                     |
|                   |                               |  |                              |                                     |  |  |  |  |  |  |  |                     |
|                   | Sabina Braniborsko-Ansbašská  |  |                              |                                     |  |  |  |  |  |  |  |                     |
|                   |                               |  |                              |                                     |  |  |  |  |  |  |  |                     |
|                   |                               |  |                              | Karel I. Minsterberský              |  |  |  |  |  |  |  |                     |
|                   |                               |  |                              |                                     |  |  |  |  |  |  |  |                     |
|                   | Hedvika Minsterberská         |  |                              |                                     |  |  |  |  |  |  |  |                     |
|                   |                               |  |                              |                                     |  |  |  |  |  |  |  |                     |
|                   |                               |  |                              | Anna Zaháňská                       |  |  |  |  |  |  |  |                     |
|                   |                               |  |                              |                                     |  |  |  |  |  |  |  |                     |